# Колесников, Владимир Иванович
Владимир Иванович Колесников (род. 5 ноября 1941, Ростов-на-Дону) — академик Российской академии наук, Заслуженный деятель науки Российской Федерации, президент Ростовского государственного университета путей сообщения, доктор технических наук, профессор. Заслуженный деятель науки Российской Федерации (2002). Лауреат Премии Президента Российской Федерации (2003).

## Биография
Владимир Иванович Колесников родился в городе Ростов-на-Дону. В 1966 году окончил физико-математический факультет Ростовского государственного университета.
С 1966 по 1969 год работал инженером НИИ автоматизации. В 1970 году стал ассистентом кафедры «Физика» Ростовского института инженеров железнодорожного транспорта. В 1975 году защитил диссертацию на соискание учёной степени кандидата технических наук, а в 1987 году — докторскую диссертацию по специальности «Трение и износ в машинах». В 1987 году был избран заведующим кафедрой «Строительная и теоретическая механика» РИИЖТ. C 1996 по 2012 год являлся ректором Ростовского государственного университета путей сообщения, с 2012 года — президент этого университета.
В 1991 году был избран членом-корреспондентом АН СССР. С 2003 года — академик РАН (отделение энергетики, машиностроения, механики и процессов управления).
В 1989—1991 годах являлся депутатом Верховного Совета СССР. С 1998 по 2008 год являлся депутатом Законодательного собрания Ростовской области. Член Общественной палаты Ростовской области.
Является действительным членом Российской инженерной академии, академиком Академии транспорта России, действительным членом Международной инженерной академии, председателем экспертного совета по транспорту Высшей аттестационной комиссии Министерства образования и науки РФ, заместителем председателя Межведомственного научного совета по трибологии при РАН, членом Президиума Южного научного центра РАН, председателем Российского Национального Комитета по трибологии, членом Объединённого ученого совета ОАО «РЖД», председателем редакционного совета журнала «Трение и смазка в машинах и механизмах», членом редколлегий журналов «Трение и износ» и «Транспорт РФ».
Женат, имеет двоих сыновей.

## Научная деятельность
В. И. Колесников является известным специалистом в области технологии, физики и механики металло-полимерных композиционных трибосистем. Автор более 570 научных работ в области трибологии.

### Избранные труды
- Теплофизические процессы в металлополимерных трибосистемах / В. И. Колесников; Рост. гос. ун-т путей сообщ. — Москва: Наука, 2003. — 279 с.: ил.; 22 см; ISBN 5-02-002843-6
- Транспортная триботехника (Теория и износ материалов): учебное пособие / В. И. Колесников, В. В. Шаповалов, В. А. Кохановский; РОСЖЕЛДОР, Гос. образовательное учреждение высш. проф. образования «Ростовский гос. ун-т путей сообщ.» (РГУПС). — Ростов-на-Дону, 2006. — 20 см; ISBN 978-5-88814-226-4
- Двухслойные композиции триботехнического назначения для тяжелонагруженных грузов трения: монография / В. И. Колесников, П. Г. Иваночкин; РОСЖЕЛДОР, Гос. образовательное учреждение «Ростовский гос. ун-т путей сообщ.». — Ростов-на-Дону, 2009. — 125 с.: ил.; 21 см; ISBN 978-5-88814-242-4

## Награды
- Орден «За заслуги перед Отечеством» IV степени (28 апреля 2012 года) — за достигнутые трудовые успехи и многолетнюю добросовестную работу[5]
- Орден Почёта (4 декабря 2006 года) — за достигнутые трудовые успехи и многолетнюю добросовестную работу[6]
- Орден «Дружба» (4 июля 2011 года, Азербайджан) — за заслуги в области укрепления дружбы между народами и развития азербайджанской диаспоры[7]
- Юбилейная медаль «За доблестный труд. В ознаменование 100-летия со дня рождения Владимира Ильича Ленина»
- Медаль «Ветеран труда»
- Заслуженный деятель науки Российской Федерации (27 апреля 2002 года) — за заслуги в научной деятельности[8]
- Премия Президента Российской Федерации в области образования за 2002 год (5 октября 2003 года) — за цикл трудов для технических высших учебных заведений «Научное, учебно-методическое и организационное обеспечение подготовки инженерных и научных кадров в области триботехники (трения, износа и смазки)»[9]
- Знак Почётный железнодорожник
- Почётный гражданин Ростова-на-Дону (2009)[10].